# Jonas Fredén
Björn Jonas Birger Fredén, född 10 februari 1959 i Uppsala församling, Uppsala län, död 23 juni 2020 i Oscars distrikt, Stockholm, var en svensk illustratör, målare och grafiker.
Jonas Fredén var son till Björn Fredén och Lillemor, ogift Funk, samt dotterson till konstnären Britt-Ingrid Fredén-Häggqvist och sonsons son till Filip Fredén. Han var utbildad vid Beckmans designhögskola. Han har illustrerat skivomslag åt artister som Claes Janson, Putte Wickman och Göran Fristorp. Vidare har han utfört illustrationer åt Världsnaturfonden, Greenpeace, Situation Sthlm och Posten. Han ställde ut både separat och tillsammans med andra, däribland en tregenerationsutställning tillsammans med farmodern (under namnet Inga Palmaer) och fastern Pepita Häggqvist.
Fredéns verk har köpts in av Statens konstråd, Malmöhus läns landsting, Örebro läns landsting, Skaraborgs läns landsting, Stockholms läns landsting, Västra Götalands landsting, Örebro stad, Lidingö kommun, Falköpings kommun och Tidaholms kommun.
Fredén var också lärare på Torsviks högstadieskola på Lidingö, där han bland annat undervisade i bild, samhällskunskap, religion, engelska och franska.
Fredén var mycket inspirerad av musik och speciellt jazzmusik och spelade gärna saxofon.  Fredén sjöng och spelade saxofon i bandet Nero Pop på Lidingö. Bandet var aktivt åren 1979 till 1981. De andra bandmedlemmarna var Burre (Per) Vikstrand - keyboards och sång, Hans Ingvar Roth - sång och bas, Martin Schömer - gitarr och Stefan Sydell - trummor. (Låtskrivare: samtliga i bandet.)
Fredén var sambo med Maria Montelius (född 1964), sondotter till företagsledaren Torsten Montelius, och paret fick en dotter 1993. Fredén är begravd på Lidingö kyrkogård.